# Saint-Jean-de-Sixt
Saint-Jean-de-Sixt település Franciaországban, Haute-Savoie megyében. Lakosainak száma 1500 fő (2022. január 1.). Saint-Jean-de-Sixt La Clusaz, Le Grand-Bornand, Les Villards-sur-Thônes és Glières-Val-de-Borne községekkel határos. A település híres szülöttje az ellenreformáció jeles képviselője, Faber Péter.

## Népesség
A település népessége az elmúlt években az alábbi módon változott:
| Lakosok száma | 1423 | 1433 | 1475 | 1453 | 1457 | 1461 | 1465 | 1486 | 1500 |
|               | 2013 | 2015 | 2016 | 2017 | 2018 | 2019 | 2020 | 2021 | 2022 |